# Mohammed Al-Breik
Mohammed Al-Breik (in arabo محمد البريك‎?; 15 settembre 1992) è un calciatore saudita, difensore del Neom.

## Caratteristiche tecniche
È un terzino destro.

## Carriera

### Club
Ha giocato nella prima divisione saudita.

### Nazionale
È stato incluso nella lista dei 23 convocati per il Campionato mondiale di calcio 2018.

## Statistiche

### Cronologia presenze e reti in nazionale
| Cronologia completa delle presenze e delle reti in nazionale ― Arabia Saudita | Cronologia completa delle presenze e delle reti in nazionale ― Arabia Saudita | Cronologia completa delle presenze e delle reti in nazionale ― Arabia Saudita | Cronologia completa delle presenze e delle reti in nazionale ― Arabia Saudita | Cronologia completa delle presenze e delle reti in nazionale ― Arabia Saudita | Cronologia completa delle presenze e delle reti in nazionale ― Arabia Saudita | Cronologia completa delle presenze e delle reti in nazionale ― Arabia Saudita | Cronologia completa delle presenze e delle reti in nazionale ― Arabia Saudita |
| Data                                                                          | Città                                                                         | In casa                                                                       | Risultato                                                                     | Ospiti                                                                        | Competizione                                                                  | Reti                                                                          | Note                                                                          |
| ----------------------------------------------------------------------------- | ----------------------------------------------------------------------------- | ----------------------------------------------------------------------------- | ----------------------------------------------------------------------------- | ----------------------------------------------------------------------------- | ----------------------------------------------------------------------------- | ----------------------------------------------------------------------------- | ----------------------------------------------------------------------------- |
| 24-8-2016                                                                     | Doha                                                                          | Arabia Saudita                                                                | 4 – 0                                                                         | Laos                                                                          | Amichevole                                                                    | -                                                                             | 46’                                                                           |
| 14-1-2017                                                                     | Abu Dhabi                                                                     | Cambogia                                                                      | 2 – 7                                                                         | Arabia Saudita                                                                | Amichevole                                                                    | -                                                                             |                                                                               |
| 28-3-2017                                                                     | Riad                                                                          | Arabia Saudita                                                                | 1 – 0                                                                         | Iraq                                                                          | Qual. Mondiali 2018                                                           | -                                                                             | 46’                                                                           |
| 8-6-2017                                                                      | Sydney                                                                        | Australia                                                                     | 3 – 2                                                                         | Arabia Saudita                                                                | Qual. Mondiali 2018                                                           | -                                                                             |                                                                               |
| 7-10-2017                                                                     | Gedda                                                                         | Arabia Saudita                                                                | 5 – 2                                                                         | Giamaica                                                                      | Amichevole                                                                    | 1                                                                             |                                                                               |
| 10-10-2017                                                                    | Jeddah                                                                        | Arabia Saudita                                                                | 0 – 3                                                                         | Ghana                                                                         | Amichevole                                                                    | -                                                                             | 46’                                                                           |
| 10-11-2017                                                                    | Viseu                                                                         | Portogallo                                                                    | 3 – 0                                                                         | Arabia Saudita                                                                | Amichevole                                                                    | -                                                                             | 70’                                                                           |
| 9-5-2018                                                                      | Cadice                                                                        | Arabia Saudita                                                                | 2 – 0                                                                         | Algeria                                                                       | Amichevole                                                                    | -                                                                             | 85’                                                                           |
| 15-5-2018                                                                     | Siviglia                                                                      | Arabia Saudita                                                                | 2 – 0                                                                         | Grecia                                                                        | Amichevole                                                                    | -                                                                             | 86’                                                                           |
| 3-6-2018                                                                      | San Gallo                                                                     | Arabia Saudita                                                                | 0 – 3                                                                         | Perù                                                                          | Amichevole                                                                    | -                                                                             |                                                                               |
| 8-6-2018                                                                      | Leverkusen                                                                    | Germania                                                                      | 2 – 1                                                                         | Arabia Saudita                                                                | Amichevole                                                                    | -                                                                             | 46’                                                                           |
| 15-6-2018                                                                     | Mosca                                                                         | Russia                                                                        | 5 – 0                                                                         | Arabia Saudita                                                                | Mondiali 2018 - 1º turno                                                      | -                                                                             |                                                                               |
| 20-6-2018                                                                     | Rostov                                                                        | Uruguay                                                                       | 1 – 0                                                                         | Arabia Saudita                                                                | Mondiali 2018 - 1º turno                                                      | -                                                                             |                                                                               |
| 25-6-2018                                                                     | Volgograd                                                                     | Arabia Saudita                                                                | 2 – 1                                                                         | Egitto                                                                        | Mondiali 2018 - 1º turno                                                      | -                                                                             |                                                                               |
| 12-10-2018                                                                    | Riad                                                                          | Arabia Saudita                                                                | 0 – 2                                                                         | Brasile                                                                       | Amichevole                                                                    | -                                                                             | 72’                                                                           |
| 16-11-2018                                                                    | Dammam                                                                        | Arabia Saudita                                                                | 1 – 0                                                                         | Yemen                                                                         | Amichevole                                                                    | -                                                                             |                                                                               |
| 20-11-2018                                                                    | Amman                                                                         | Giordania                                                                     | 1 – 1                                                                         | Arabia Saudita                                                                | Amichevole                                                                    | -                                                                             |                                                                               |
| 31-12-2018                                                                    | Abu Dhabi                                                                     | Arabia Saudita                                                                | 0 – 0                                                                         | Corea del Sud                                                                 | Amichevole                                                                    | -                                                                             |                                                                               |
| 8-1-2019                                                                      | Dubai                                                                         | Arabia Saudita                                                                | 4 – 0                                                                         | Corea del Nord                                                                | Coppa d'Asia 2019 - 1º turno                                                  | -                                                                             |                                                                               |
| 12-1-2019                                                                     | Dubai                                                                         | Libano                                                                        | 0 – 2                                                                         | Arabia Saudita                                                                | Coppa d'Asia 2019 - 1º turno                                                  | -                                                                             |                                                                               |
| 17-1-2019                                                                     | Abu Dhabi                                                                     | Arabia Saudita                                                                | 0 – 2                                                                         | Qatar                                                                         | Coppa d'Asia 2019 - 1º turno                                                  | -                                                                             |                                                                               |
| 21-1-2019                                                                     | Sharjah                                                                       | Giappone                                                                      | 1 – 0                                                                         | Arabia Saudita                                                                | Coppa d'Asia 2019 - Ottavi di finale                                          | -                                                                             |                                                                               |
| 10-10-2019                                                                    | Gedda                                                                         | Arabia Saudita                                                                | 3 – 0                                                                         | Singapore                                                                     | Qual. Mondiali 2022                                                           | -                                                                             |                                                                               |
| 15-10-2019                                                                    | Al-Ram                                                                        | Palestina                                                                     | 0 – 0                                                                         | Arabia Saudita                                                                | Qual. Mondiali 2022                                                           | -                                                                             |                                                                               |
| 14-11-2019                                                                    | Tashkent                                                                      | Uzbekistan                                                                    | 2 – 3                                                                         | Arabia Saudita                                                                | Qual. Mondiali 2022                                                           | -                                                                             |                                                                               |
| 14-11-2020                                                                    | Riad                                                                          | Arabia Saudita                                                                | 3 – 0                                                                         | Giamaica                                                                      | Amichevole                                                                    | -                                                                             | 85’                                                                           |
| 17-11-2020                                                                    | Riad                                                                          | Arabia Saudita                                                                | 1 – 2                                                                         | Giamaica                                                                      | Amichevole                                                                    | -                                                                             | cap. 64’                                                                      |
| 25-3-2021                                                                     | Riad                                                                          | Arabia Saudita                                                                | 1 – 0                                                                         | Kuwait                                                                        | Amichevole                                                                    | -                                                                             |                                                                               |
| 30-3-2021                                                                     | Riad                                                                          | Arabia Saudita                                                                | 5 – 0                                                                         | Palestina                                                                     | Qual. Mondiali 2022                                                           | -                                                                             | 79’                                                                           |
| 11-6-2021                                                                     | Riad                                                                          | Arabia Saudita                                                                | 3 – 0                                                                         | Singapore                                                                     | Qual. Mondiali 2022                                                           | -                                                                             | 72’                                                                           |
| 2-9-2021                                                                      | Riad                                                                          | Arabia Saudita                                                                | 3 – 1                                                                         | Vietnam                                                                       | Qual. Mondiali 2022                                                           | -                                                                             | 82’                                                                           |
| 16-11-2021                                                                    | Hanoi                                                                         | Vietnam                                                                       | 0 – 1                                                                         | Arabia Saudita                                                                | Qual. Mondiali 2022                                                           | -                                                                             |                                                                               |
| 24-3-2022                                                                     | Sharja                                                                        | Cina                                                                          | 1 – 1                                                                         | Arabia Saudita                                                                | Qual. Mondiali 2022                                                           | -                                                                             | 66’                                                                           |
| 29-3-2022                                                                     | Gedda                                                                         | Arabia Saudita                                                                | 1 – 0                                                                         | Australia                                                                     | Qual. Mondiali 2022                                                           | -                                                                             | 88’                                                                           |
| 5-6-2022                                                                      | Murcia                                                                        | Arabia Saudita                                                                | 0 – 1                                                                         | Colombia                                                                      | Amichevole                                                                    | -                                                                             | 89’                                                                           |
| 22-10-2022                                                                    | Abu Dhabi                                                                     | Arabia Saudita                                                                | 1 – 0                                                                         | Macedonia del Nord                                                            | Amichevole                                                                    | -                                                                             | 60’                                                                           |
| 30-10-2022                                                                    | Abu Dhabi                                                                     | Arabia Saudita                                                                | 1 – 0                                                                         | El Salvador                                                                   | Amichevole                                                                    | -                                                                             | 71’                                                                           |
| 6-11-2022                                                                     | Abu Dhabi                                                                     | Arabia Saudita                                                                | 1 – 0                                                                         | Islanda                                                                       | Amichevole                                                                    | -                                                                             | 68’                                                                           |
| 10-11-2022                                                                    | Abu Dhabi                                                                     | Arabia Saudita                                                                | 1 – 1                                                                         | Panama                                                                        | Amichevole                                                                    | -                                                                             | 46’                                                                           |
| 22-11-2022                                                                    | Lusail                                                                        | Argentina                                                                     | 1 – 2                                                                         | Arabia Saudita                                                                | Mondiali 2022 - 1º turno                                                      | -                                                                             | 90+9’                                                                         |
| 26-11-2022                                                                    | Al Rayyan                                                                     | Polonia                                                                       | 2 – 0                                                                         | Arabia Saudita                                                                | Mondiali 2022 - 1º turno                                                      | -                                                                             | 65’                                                                           |
| 21-1-2024                                                                     | Al Rayyan                                                                     | Kirghizistan                                                                  | 0 – 2                                                                         | Arabia Saudita                                                                | Coppa d'Asia 2023 - 1º turno                                                  | -                                                                             | 64’                                                                           |
| 25-1-2024                                                                     | Al Rayyan                                                                     | Arabia Saudita                                                                | 0 – 0                                                                         | Thailandia                                                                    | Coppa d'Asia 2023 - 1º turno                                                  | -                                                                             | 64’                                                                           |
| 30-1-2024                                                                     | Al Rayyan                                                                     | Arabia Saudita                                                                | 1 – 1 dts (2 – 4 dtr)                                                         | Corea del Sud                                                                 | Coppa d'Asia 2023 - Ottavi di finale                                          | -                                                                             | 89’ 120+1’                                                                    |
| 26-3-2024                                                                     | Dušanbe                                                                       | Tagikistan                                                                    | 1 – 1                                                                         | Arabia Saudita                                                                | Qual. Mondiali 2026                                                           | -                                                                             |                                                                               |
| Totale                                                                        |                                                                               | Presenze                                                                      | 45                                                                            |                                                                               | Reti                                                                          | 1                                                                             |                                                                               |

## Palmarès

### Club

#### Competizioni nazionali
- Campionato saudita: 4

Al Hilal: 2019-2020, 2020-2021, 2021-2022, 2023-2024
- Coppa del Re dei Campioni: 3

Al Hilal: 2020, 2022-2023, 2023-2024
- Supercoppa saudita: 2

Al Hilal: 2021, 2023

#### Competizioni internazionali
- AFC Champions League: 2

Al Hilal: 2019, 2021

### Individuale
- Squadra maschile AFC del decennio 2011-2020 IFFHS: 1

2020